# Miroslav Labun
Miroslav Labun (* 28. dubna 1961) je bývalý československý fotbalista, obránce.

## Fotbalová kariéra
V československé lize hrál za Tatran Prešov a Duklu Banská Bystrica, ve slovenské lize hrál za Chemlon Humenné. V československé lize nastoupil za Prešov ke 166 utkáním a dal 5 gólů, celkem v československé a slovenské nejvyšší soutěži odehrál okolo 200 utkání. Fotbalovou kariéru ukončil v roce 1994 po úrazu při utkání, po kterém ochrnul na dolní končetiny.

## Ligová bilance
| Ročník                                      | Zápasy | Góly | Klub                  |
| ------------------------------------------- | ------ | ---- | --------------------- |
| 1. československá fotbalová liga 1980/81    | 19     | 4    | Tatran Prešov         |
| 1. československá fotbalová liga 1981/82    | 13     | 0    | Dukla Banská Bystrica |
| 1. slovenská národní fotbalová liga 1982/83 | 6      | 0    | Dukla Banská Bystrica |
| 1. československá fotbalová liga 1983/84    | 18     | 1    | Tatran Prešov         |
| 1. československá fotbalová liga 1984/85    | 24     | 2    | Tatran Prešov         |
| 1. československá fotbalová liga 1985/86    | 24     | 0    | Tatran Prešov         |
| 1. československá fotbalová liga 1986/87    | 27     | 1    | Tatran Prešov         |
| 1. československá fotbalová liga 1987/88    | 21     | 0    | Tatran Prešov         |
| 1. slovenská národní fotbalová liga 1988/89 | 15     | 5    | Chemlon Humenné       |
| CELKEM 1.československá liga                | 146    | 8    |                       |